# Pfarrhaus (Oxenbronn)

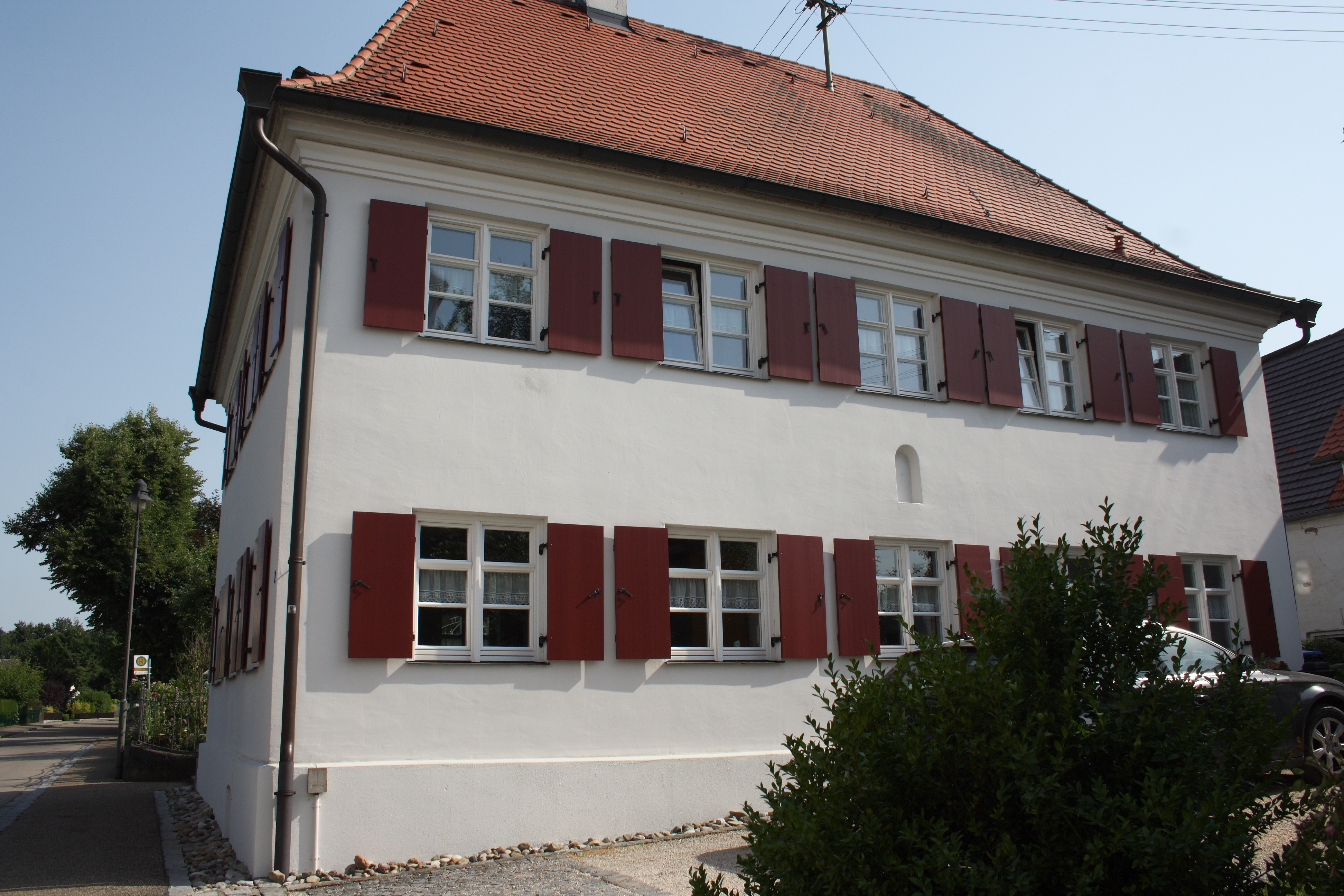
Pfarrhaus in Oxenbronn, 2012

Das Pfarrhaus in Oxenbronn, einem Stadtteil von Ichenhausen im Landkreis Günzburg im bayerischen Regierungsbezirk Schwaben, wurde 1768 errichtet. Das Pfarrhaus an der Ignaz-Rucker-Straße 2 ist ein geschütztes Baudenkmal.
Der zweigeschossige Walmdachbau wurde von Joseph Dossenberger errichtet. Das Gebäude besitzt fünf zu drei Fensterachsen.